# Джо Метток
Джо Метток (англ. Joe Mattock, нар. 15 травня 1990, Лестер) — англійський футболіст, захисник клубу «Ротергем Юнайтед».

## Клубна кар'єра
Народився 15 травня 1990 року в місті Лестер. Вихованець футбольної школи клубу «Лестер Сіті». Дорослу футбольну кар'єру розпочав 2007 року в основній команді того ж клубу, в якій провів два з половиною сезони, взявши участь у 66 матчах чемпіонату (35 у Чемпіоншипі і 31 у Першій лізі, яку виграв з командою у сезоні 2008/09). Більшість часу, проведеного у складі «Лестер Сіті», був основним гравцем захисту команди.
Влітку 2009 року за 1 млн. фунтів перейшов у «Вест-Бромвіч Альбіон», за який протягом першого сезону зіграв 29 матчів і зайняв друге місце у Чемпіоншипі і вийшов до Прем'єр-ліги, проте у вищому англійському дивізіоні так і не зіграв, виступаючи в подальшому на правах оренди за «Шеффілд Юнайтед», «Портсмут» та «Брайтон енд Гоув» у тому ж таки Чемпіоншипі. 16 травня 2012 року Метток покинув «Вест Бром» після того, як його контракт не був продовжений.
У червні 2012 року підписав контракт з «Шеффілд Венсдей»  і відіграв за команду з Шеффілда ще три сезони у Чемпіоншипі. В кінці сезону 2014/15, Метток був одним з одинадцяти гравців, який покинув клуб по завершенні контракту.
12 червня 2015 року на правах вільного агента підписав контракт з «Ротергем Юнайтед», який також грав у другому за рівнем дивізіоні Англії. Відтоді встиг відіграти за команду з Ротергема 36 матчів в національному чемпіонаті.

## Виступи за збірні
2004 року дебютував у складі юнацької збірної Англії, разом з якою став фіналістом юнацького (U-19) чемпіонату Європи 2009 року. За рік до того також брав участь у юнацькому Євро-2008, проте тоді англійці не вийшли з групи. Всього взяв участь у 14 іграх на юнацькому рівні, відзначившись одним забитим голом.
Протягом 2007—2009 років залучався до складу молодіжної збірної Англії. На молодіжному рівні зіграв у 5 офіційних матчах.